# Federico Guglielmo di Solms-Braunfels
Federico Guglielmo di Solms-Braunfels (Braunfels, 11 gennaio 1696 – Braunfels, 24 febbraio 1761) fu il primo principe di Solms-Braunfels. Era figlio del conte Guglielmo Maurizio di Solms-Braunfels (1651–1724) e di sua moglie Maddalena Sofia d'Assia-Homburg (1660–1720).

## Vita
Federico Guglielmo ricevette un'educazione aristocratica. Quando suo padre morì il 18 febbraio 1724, diventò conte regnante di Somls-Braunfeld, Greifenstein e Hungen, Tecklenburg, Kriechingen e Lingen, signore di Münzenberg, Wildenfels, Sonnewalde, Püttlingen, Dortweiler e Beaucourt. Tuttavia, a causa della sua scarsa salute, egli non governò personalmente. Egli, tuttavia, ebbe successo nella sua politica matrimoniale, che permise ai suoi figli di sposarsi all'interno di potenti famiglie attorno al paese.
Difficoltà finanziarie lo obbligarono a vendere la città di Butzbach, che la sua famiglia possedeva dal 1478, all'Assia-Darmstadt il 17 marzo 1741. Il 22 maggio 1742, l'imperatore Carlo VII elevò il casato di Solms-Braunfels al rango di principe imperiale.
Quando Federico Guglielmo morì nel 1761, fu succeduto da suo figlio Ferdinando Guglielmo Ernesto.

## Matrimonio e figli
Federico Guglielmo si sposò tre volte. La sua prima moglie fu la principessa Maddalena Enrichetta di Nassau-Weilburg (1691-1725), figlia di Giovanni Ernesto di Nassau-Weilburg. Ebbero i seguenti figli:
- Ferdinando Guglielmo Ernesto, II principe di Solms-Braunfels (8 febbraio 1721 – 2 ottobre 1783), sposò Sofia Cristina Guglielmina di Solms-Laubach (1741-1772)
- Maddalena Polissena Maria Casimira (17 luglio 1722 – 17 novembre 1722)
- Carlotta Enrichetta Maddalena Guglielmina (15 agosto 1725 – 29 aprile 1785)

Il 9 maggio 1726 sposò la sua seconda moglie, la contessa Sofia Maddalena Benigna di Solms-Laubach, figlia di Carlo Ottone di Solms-Laubach-Utphe e Tecklenburg. Ebbero i seguenti figli
- Carlo Guglielmo Luigi (14 giugno 1727 – 14/15 dicembre 1812)
- Elisabetta Maria Luisa Benigna (5 agosto 1728 – 19 giugno 1795)
- Ulrica Luisa (30 aprile 1731 – 12 settembre 1792), sposò il 10 ottobre 1746 il langravio Federico IV d'Assia-Homburg (1724–1751)
- Guglielmo Cristoforo (20 giugno 1732 – 8 dicembre 1811)
- Rodolfo Luigi Guglielmo (25 agosto 1733 – 2 gennaio 1809)
- Amalia Eleonora (22 novembre 1734 – 19 aprile 1811), sposò il 16 dicembre 1765 il principe Carlo Luigi di Anhalt-Bernburg-Schaumburg-Hoym (1723–1806)
- Guglielmo Alessandro (7 marzo 1736 – 12 marzo 1738)
- Antonio Federico Guglielmo (3 settembre 1739 – 7 febbraio 1812)
- Carolina Albertina (12 dicembre 1740 – 26 febbraio 1742)
- Maddalena Sofia (4 giugno 1742 – 21 gennaio 1819), sposò il 22 aprile 1778 il principe Vittorio Amedeo di Anhalt-Bernburg-Schaumburg-Hoym (1744-1790)
- Cristina Federica Carlotta (30 agosto 1744 – 16 dicembre 1823), sposò il 26 marzo 1780 il conte Simone Augusto di Lippe-Detmold (1727–1782)

La sua terza moglie fu la contessa palatina Carlotta Caterina di Birkenfeld-Gelnhausen (1699–1785), figlia del conte palatino Giovanni Carlo di Birkenfeld-Gelnhausen. Questo matrimonio fu senza figli.

## Fonti
- Geschichte des Grafen- und Fürstenhauses Solms, online